# Ян Кохановски
Ян Кохано̀вски, герб Корвин (на полски: Jan Kochanowski; на латински: Ioannes Cochanovius) е най-големият поет в историята на полската литература до Мицкевич, с огромни приноси за развитието на полския език.

## Биография
Роден в село Сицина, Радомско в Средна Полша, в среднозаможното шляхтишко семейство на Анна (с родово име Бялачовска) и Пьотър Кохановски, адвокат и съдия в Сандомеж. Има единадесет братя и сестри. През 1544 г. е изпратен да учи в Краковската академия, средище на ренесансовия дух в страната. Продължава обучението си в Кьонигсберг, след което и в Падуа, където слуша лекции на известните хуманисти Франческо Робертело и Бернардино Томотано. Запознава се с поезията на Петрарка, след това отива в Париж. Във Франция се запознава с поета Ронсар, от когото получава подбуда да съчинява стихотворения на полски език. През 1559 г. се връща в Полша и работи при различни аристократични семейства.
С протекцията на епископ Пьотър Мишковски през 1563 г. Кохановски заема длъжността кралски секретар в двора на крал Зигмунт II Август (1548 – 1573). Като висш дворцов чиновник той има възможност да опознае добре съвременните обществено-политически условия в държавата. След смъртта на краля през 1573 г. подкрепя избора на Анри Валоа за крал на Полша, но след бягството на краля на следващата година, силно разочарован се оттегля от политиката и се установява в имението си в село Чарноляс край град Зволен, желаейки да се посвети изцяло на поезията и да води умерен, спокоен живот. На 14 март 1575 г. се жени за Дорота Подлодовска, с която има седем деца. Умира на 22 август 1584 г. в Люблин вследствие на сърдечен удар. На поклонението присъства крал Стефан Батори. Погребан е в Зволен.

## Творчество
Кохановски започва да пише още по време на пребиваването си в Италия, като първоначално твори на латински език. Впоследствие започва да пише на родния си език, с което поставя началото на най-сериозните и качествени промени в книжовния полски език. Една от най-ранните му творби на полски е църковния химн „За твойте щедри дари що желаеш, Боже?" (Czego chcesz od nas Panie za twe hojne dary), вероятно написан още преди завръщането му в Полша.
При пребиваването си в кралския двор започва да пише т.нар. фрашки (от италианското frasca – клонка), кратки лирически произведения, обикновено римувани и шеговити, базиращи се на древногръцките епиграми. Чрез Кохановски фрашката се превръща в изключително популярен жанр, емблема на полската словесност, обект на подражание от множество поети в следващите векове. Утвърждаването на самия термин фрашка вместо епиграма също се дължи на книгите на Кохановски.
Други значими произведения от този период са поемите „Сатир" (Satyr) и „Съгласие" (Zgoda). В тях Кохановски осъжда егоизма и разточителността на шляхтата, както и неспиращите религиозни противоречия. Проповядва патриотизъм, ред и умереност в живота. По-късно пише драмата „Изпровождане на гръцките пратеници" (Odprawa posłów greckich), която на 12 януари 1578 г. е поставена на сцена в присъствието на краля и кралицата. Най-пълно Кохановски разкрива поетичния си талант в т.нар. „Песни" (Pieśni), които пише през целия си живот. През 1580 г. издава цикъл от деветнадесет трени (жалобни стихове), посветени на неговата първородна дъщеря Уршуля, починала в ранна детска възраст (до днес липсват всякакви исторически свидетелства за нейното съществуване).
Запазените творби на латински език от най-ранния период на писателя са издадени в Краков през 1584 г. под заглавието Elegiarum libri IV. Уникално постижение на Кохановски е и Давидов Псалтир (Psałterz Dawidów, 1579) – поетическа римувана парафраза на старозаветния текст.
Значението на Ян Кохановски далеч прекрачва приносите му към полския език и поезията. Жестът да напусне дворцовата служба в Краков и да се засели в имението Чарноляс го превръща в най-ярък изразител на ренесансовия идеал за умерен живот, далеч от светския шум. В трайни символи на старополската литература и национална специфика се превръщат чарноласката липа и рано починалата дъщеря Уршуля, възпети в стиховете му.
Ян Кохановски получава признание още приживе чрез едноименната епиграма на Миколай Рей, разкриваща автора като съчетание на талант и добродетел. След смъртта му в чест на Кохановски се пишат огромен брой оди и епитафии, чрез което той придобива функцията на патрон на всички полски поети.
В България Кохановски добива популярност през 80-те години на ХХ век чрез преводите на Иван Вълев и студиите на Боян Биолчев. Творчеството му се изучава като върхово постижение на Полския ренесанс в курсовете по славянски литератури и история на полската литература.
| „ | Най-голямо значение за езика на среднополския период има творчеството на Ян Кохановски, чието величие признават съвременниците му, и който е образец за писателите от следващата епоха на Просвещението. | “ |

### Книги на български
- Кохановски, Ян. Покой и лютня. Прев. Иван Вълев; предг. Боян Биолчев. София, 1985.

### Отделни произведения
- Из Жалби. Прев. Боян Биолчев. В: Георгиев, Емил, ред. Славянски литератури – образци. Ч. I. София, 1977.
- По Анакреон; Към музите; На лицата [фрашки]. Прев. Иван Вълев. Литературен фронт, бр. 46 (15.11.1984): 8.
- Из Трени [трен I, XI]; из Песни [песен XII]; из Фрашки. Прев. Иван Вълев. Панорама, бр. 4 (1984): 13 – 14.
- Муза; из Давидов Псалтир; из Фрашки. В: Рикев, Камен. Два зубъра и муза. Полската литература XV–XVIII век – епохи, автори, текстове. София: Балкани, 2014: 113 – 122.

### За него
- Иван Вълев. „През здрача на вековете.“ Панорама, бр. 5 (1984): 217 – 218.
- Боян Биолчев. Пътят на едно възраждане. Самобитност и европейски традиции в поезията на полския Ренесанс. София: Наука и изкуство, 1987 (2. изд.: София: УИ „Св. Климент Охридски“, 1992).
- Панайот Карагьозов. „Ян Кохановски.“ Родна реч, бр. 6 (1984): 47 – 49.
- Жоржета Чолакова. „'Трените' на Ян Кохановски – диалог между културни съзнания.“ В: Научни трудове на ПУ „П. Хилендарски“. Българска филология, 1994, т. ХХХІІ, кн. 1: 87 – 93.
- Камен Рикев. Творец и творба в старополската мерена реч. [Докторска дисертация.] София: БАН, 2010: 186 – 239.
- Камен Рикев. Два зубъра и муза. Полската литература XV–XVIII век – епохи, автори, текстове. София: Балкани, 2014: 112.